# Nowe Resko
Nowe Resko (deutsch Ritzig) ist ein Dorf in der polnischen Woiwodschaft Westpommern. Es gehört zur Gmina (Landgemeinde) Połczyn-Zdrój (Bad Polzin) im Powiat Świdwiński (Schivelbein).

## Geografische Lage
Die frühere Kolonie Nowe Resko liegt 17 Kilometer südlich von Świdwin an der Straße über Kluczkowo (Klützkow) und Bierzwnica (Reinfeld) nach Gawroniec (Gersdorf). 
Zum Ort gehören Stare Resko (Gut Ritzig) und Kapice (Kolonie Kappe) rund um den Jezioro Resko (Ritzigsee), der der Quellsee der Rega (146 m ü. Meer) ist. Noch als kleiner Bach durchfließt die Rega nach Westen ein Wiesental (ehemals Rega-See genannt) und bildet nach 1500 Metern die nördliche Ortsgrenze von Nowe Resko und auf weiterer Strecke zugleich die bis 1932 existierende Grenze zwischen dem Kreis Schivelbein im Süden und dem Kreis Belgard im Norden.
Bahnstation von Nowe Resko war bis zur Stilllegung der Strecke das sechs Kilometer entfernte Gawroniec (Gersdorf) an der Strecke Połczyn-Zdrój (Bad Polzin) – Złocieniec (Falkenburg).

## Geschichte
Im Jahre 1443 überschreiben die Wedels dem Kartäuserkloster Schivelbein 24 Fluren der Feldmark Ritzig. 1503 werden der Ritter Cerstian Borck und sein Neffe vom Kurfürsten und Markgrafen mit Ritzig belehnt. 1621 kauft Lorenz von Wachholz das Dorf.
Im Jahre 1811 hatte Ritzig sechs Bauernhöfe und zwei Kossäten. 1843 entstand die Kolonie Kappe (heute polnisch: Kapice), und 1884 werden in den Kolonien Ritzig und Kappe 43 Kolonisten gezählt. 

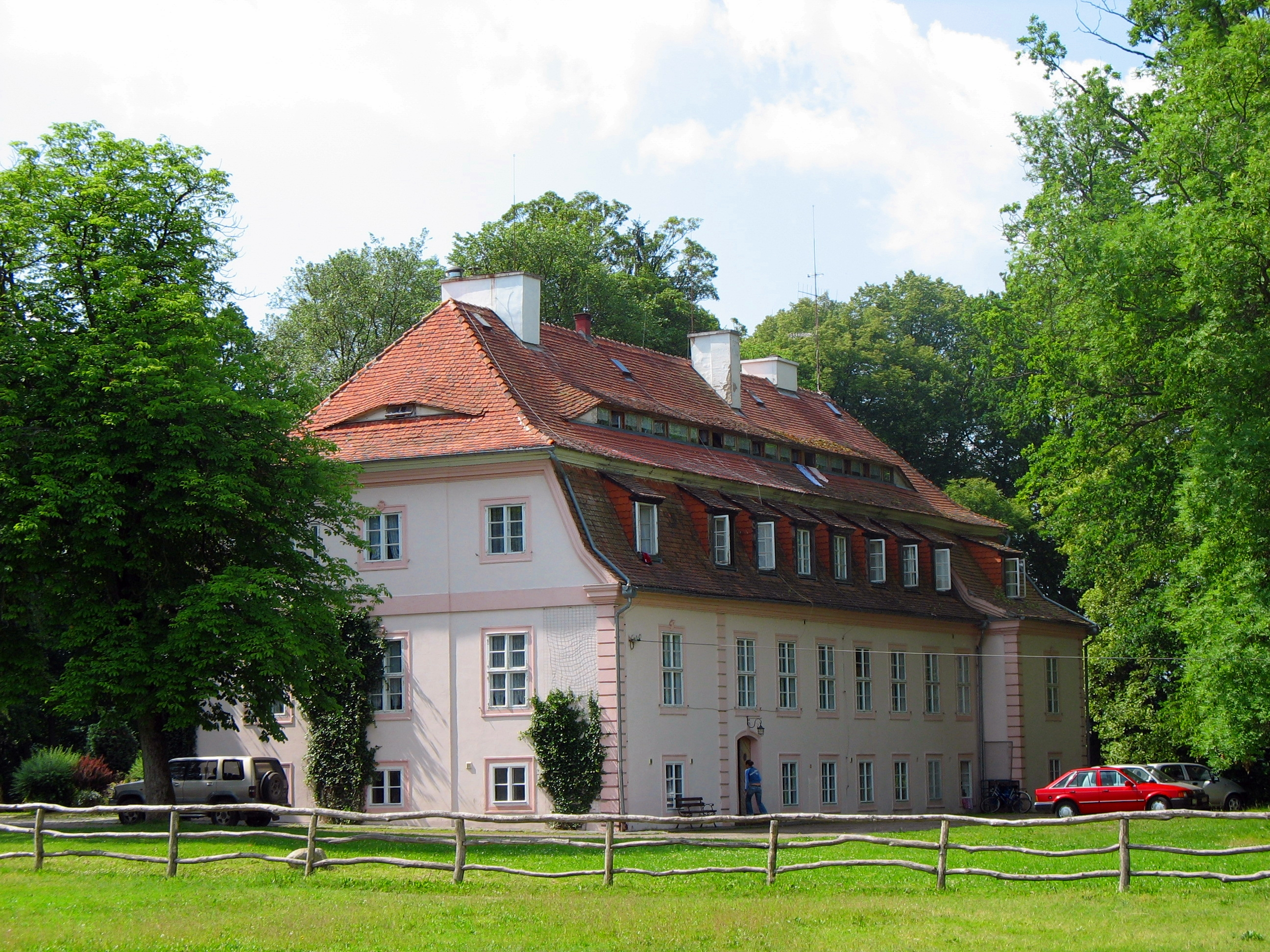
Gut Ritzig

Im Jahre 1826 wird Gutsherr von Braunschweig genannt, 1847 war Rockwan von der Lanken Besitzer, ihm folgten 1852 Baron von Langemann und 1853 Friedrich von Flotow und Theodor von Zadow. Letzter Gutsherr bis Kriegsende war Hauptmann Richard Spiller.
Im Jahre 1939 werden in Ritzig 392 Einwohner in 98 Haushaltungen registriert. 313 Personen arbeiten in der Land- und Forstwirtschaft. Die Gemeindefläche betrug damals 1054,8 Hektar.
An Handwerksbetrieben waren in Ritzig bis 1945 eine Schmiede, eine Schneiderei und eine Schuhmacherei vorhanden.
Ritzig gehörte bis 1945 zum Amts- und Standesamtsbezirk Brunow (heute polnisch: Bronowo), der eine Enklave zwischen den Landkreisen Belgard und Dramburg bildete. Amtsgerichtsbereich war Schivelbein. 
Bis zur Kreisreform im Jahre 1932 gehörten Ritzig und Brunow zum Kreis Schivelbein, der dann im Landkreis Belgard (Persante) aufging. Letzter Bürgermeister der Gemeinde war Wilhelm Falk.
Am 5. März 1945 drangen nach längerem Panzerbeschuss russische Truppen in Ritzig ein. Zahlreiche Gebäude, darunter die Gutsbrennerei, wurden vernichtet. Die Einwohner kehrten nach anfänglicher Flucht zwei Tage später in den Ort zurück, wurden jedoch ab Dezember 1945 vertrieben. Ritzig kam als Nowe Resko in polnische Hand und ist heute ein Ortsteil der Gmina Połczyn-Zdrój und – nun wieder – im Kreis Schivelbein.

## Kirche

### Kirchengemeinde
Ritzig mit Laubberg und Kappe (heute polnisch: Kapice) bildete eine eigene Kirchengemeinde, die mit den Nachbarkirchengemeinden Gersdorf (Gawroniec) und Wusterwitz (Ostrowice) das Kirchspiel Wusterwitz im Kirchenkreis Dramburg (Drawsko Pomorskie) der Kirchenprovinz Pommern in der evangelischen Kirche der Altpreußischen Union bildete.
Von den 1465 Gliedern des Kirchspiels gehörten 324 Gemeindeglieder zur Kirchengemeinde Ritzig. Kirchenpatron war Rittergutsbesitzer Richard Spiller. Von 1939 bis Kriegsende wurde Ritzig wegen der Pfarrvakanz in Wusterwitz von Reinfeld (Bierzwnica) aus verwaltet.
Heute gehört das Dorf zum Kirchspiel Koszalin (Köslin) in der Diözese Pommern-Großpolen der Evangelisch-Augsburgischen Kirche in Polen. Kirchort ist jetzt Świdwin.

### Dorfkirche
Die schlichte Fachwerkkirche stammte aus dem 19. Jahrhundert. Im Innern war sie durch Pfosten in drei Schiffe geteilt.